# 825 Tanina
825 Tanina је астероид главног астероидног појаса са пречником од приближно 11,02 .
Афел астероида је на удаљености од 2,390 астрономских јединица (АЈ) од Сунца, а перихел на 2,061 АЈ. 
Ексцентрицитет орбите износи 0,074, инклинација (нагиб) орбите у односу на раван еклиптике 3,400 степени, а орбитални период износи 1212,979 дана (3,320 године). 
Апсолутна магнитуда астероида је 11,86 а геометријски албедо 0,262.
Астероид је откривен 27. марта 1916. године.